# Medaglia commemorativa per i dieci anni della Costituzione della Repubblica del Kazakistan
La medaglia commemorativa per i dieci anni della Costituzione della Repubblica del Kazakistan è un premio statale del Kazakistan.

## Storia
La medaglia è stata istituita il 20 aprile 2005.

## Assegnazione
La medaglia viene assegnata ai cittadini kazaki e stranieri che hanno dato un contributo significativo allo sviluppo e alla creazione delle basi costituzionali della Repubblica del Kazakistan.

## Insegne
- La  medaglia è di ottone. Il dritto raffigura sullo sfondo un sole stilizzato e in primo piano l'emblema di Stato della Repubblica del Kazakistan. In un cerchio, tra il disco del sole e i raggi vi è la scritta "Қазақстан Конституциясына". Sotto l'emblema nazionale troviamo un libro aperto, che simboleggia la Costituzione della Repubblica del Kazakistan, che reca l'iscrizione "10 жыл". Il rovescio raffigura le date "1995" e "2005" separate da una barra.
- Il  nastro è azzurro con due strisce bianche.